# La Chapelle-Saint-Laud
La Chapelle-Saint-Laud – miejscowość i gmina we Francji, w regionie Kraj Loary, w departamencie Maine i Loara.
Według danych na rok 2010 gminę zamieszkiwały 646 osób, a gęstość zaludnienia wynosiła 60 osób/km².